# Namoro

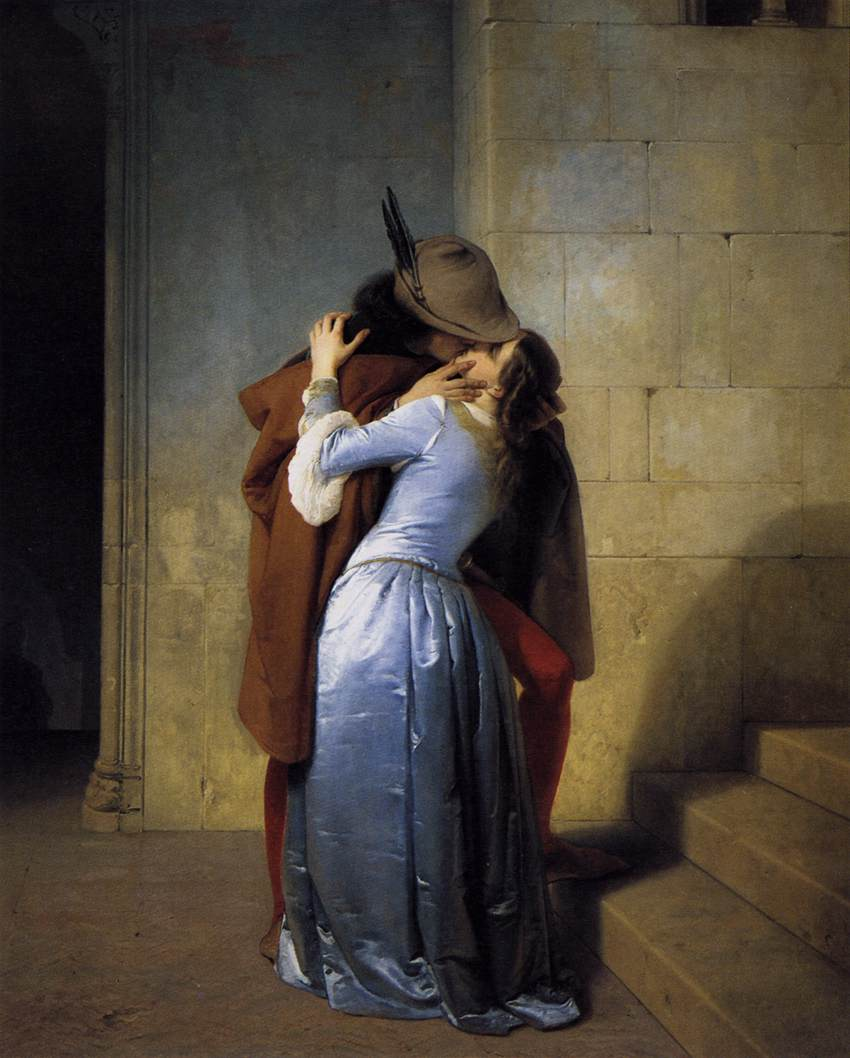
The Kiss (1859), pintura de Francesco Hayez

Namoro é uma instituição de relacionamento interpessoal não moderna, que tem como função a concretização do sentimental e/ou ato sexual entre duas, ou mais, pessoas em troca de conhecimentos e uma vivência com um grau de comprometimento inferior à do matrimônio. A grande maioria utiliza o namoro como pré-condição para o estabelecimento de um noivado ou casamento, definido este último ato antropologicamente como o vínculo romântico estabelecido entre duas pessoas mediante o reconhecimento governamental, religioso e social.

## Significado
Namoro significa a relação afetiva mantida entre duas pessoas que se unem pelo desejo de estarem juntas e partilharem novas experiências. É uma relação em que o casal está comprometido socialmente, mas sem estabelecer um vínculo matrimonial perante a lei civil ou religiosa.
Com a evolução da tecnologia, já é comum encontrar casos de pessoas cujo namoro se dá através das modernas formas de telecomunicação, como o telefone ou a internet. Assim, sendo, casais podem namorar apesar de estarem em estados, países ou continentes distintos.

## No cristianismo e antiguidade
Entre a maioria dos grupos cristãos o namoro descompromissado e liberal, ou seja, sem ter como objetivo o casamento e onde há relações sexuais, não é bem visto e até proibido, por atentar contra suas doutrinas originais, que solicitam pureza moral e abstinência sexual antes do casamento.[carece de fontes?]
Antigamente, o namoro expressava o ato de cortejar a pessoa desejada sem implicar qualquer tipo de intimidade. Esse conceito ainda se aplica quando alguém cobiça algo que deseja obter.